# Colourful Records
A Colourful Records (カラフルレコーズ; Hepburn: Karafuru Rekōzu) a Victor Entertainment japán lemezkiadó alkiadója. A Colourful Records alkiadót 2011. június 1-jén alapították, és elsősorban popzenei előadók anyagait jelenteti meg. A Colourful alatt három butikkiadó is működik; az ELA Music (2013–napjainkig, 2016 óta közvetlenül a Colourful alatt) Kimura Kaela, a Colourful Records (2014–napjainkig) Rekisi, míg a her (2019–napjainkig) a Scandal magánkiadója.

## Előadói

### Jelenlegi
- Cocco (2016–napjainkig)
- Haruno (2021–napjainkig)
- Ieiri Leo (2012–napjainkig)
- Iri (2016–napjainkig)
- Josida Rinne (2017–napjainkig)[2]
- Kijohara Kaja (2020–napjainkig)
- Kimura Kaela (2016–napjainkig, az ELA Music butikkiadón keresztül)
- Kiroro (2018–napjainkig)
- Kotone (2019–napjainkig)
- Maica n (2021–napjainkig)
- Maszasi Szada (2018–napjainkig)
- Mom (2020–napjainkig)
- Oikava Micuhiro (2015–napjainkig)
- Rekisi (2014–napjainkig, a Colorful Records (伽羅古録盤?) butikkiadón keresztül)[3]
- Scandal (2019–napjainkig, a her butikkiadón keresztül)[4]
- Takahasi Mariko (2017–napjainkig)
- Yogee New Waves (2018–napjainkig)[5]
- Zookaraderu (2020–napjainkig)

### Korábbi
- Akane Liv (2014)
- Alfakyun (2016)
- Ammoflight (2011–2013)
- Batten sódzso-tai (2016–2020)
- Blue Bird Beach (2013)
- Cyntia (2013–2015)
- Diamond Dogs (2011–2013)
- Edda (2017–2020)[6]
- Fat Cat (2014)
- Going Under Ground (2016)
- Ide Ajaka (2011–2017)
- Jamazaki Aoi (2012–2017)
- JMC (2015–2016)
- Last May Jaguar (2014)
- Liv Moon (2011–2015)
- Nagoja omotenasi busó-tai (2014)
- Pile (2014–2018)
- Szamezame (2012–2014)
- Szango (2015)
- Szaszaki Júicsiró (2014–2015)
- Sibaszaki Kó (2014–2016)[7]
- Zola (2014–2015)
- Xmas Eileen (2016–2018)